# 三圣口乡
三圣口乡，是中华人民共和国河北省廊坊市永清县下辖的一个乡镇级行政单位。

## 行政区划
三圣口乡下辖以下地区：
三圣口村、大朱庄村、东武庄村、四圣口村、甄庄村、辛安庄村、冰窖村、商武庄村、庄窠村、武家窑村、第四村、刘家场村、四道横村、马厂村、徐家柳子村、黄家堡村、唐家堡村、南五道口村、赵家场一村、赵家场二村、赵家场三村、小朱庄村、新北街村、于家桁子村、老村、吴家场一村、吴家场二村、吴家场三村、孙家桁子村、尹家场村和张家场村。